# Solunska Glava
Solunska Glava (makedonska: Солунска Глава) är en bergstopp i Nordmakedonien. Den ligger i den centrala delen av landet, 30 kilometer söder om huvudstaden Skopje. Toppen på Solunska Glava är 2 538 meter över havet.
Terrängen runt Solunska Glava är bergig söderut, men norrut är den kuperad. Solunska Glava är den högsta punkten i trakten. Närmaste större samhälle är Crnilište, 19,3 kilometer söder om Solunska Glava.
I omgivningarna runt Solunska Glava växer i huvudsak lövfällande lövskog. Runt Solunska Glava är det mycket glesbefolkat, med 4 invånare per kvadratkilometer.